# The Kane Crhonicles: Survival Guide
The Kane Crhonicles: Survival Guide (No Brasil, As Crônicas dos Kane: Guia de Sobrevivência) é um livro associado à série As Crônicas dos Kane. É semelhante ao Percy Jackson & the Olympians: The Ultimate Guide (associado à série Percy Jackson & the Olympians). O Guia de Sobrevivência inclui ilustrações dos personagens, de algumas partes do livro, histórias, curiosidades, etc. Foi lançado em 20 de Março de 2012 nos EUA e será lançado em 18 de Setembro de 2012, no Brasil.

## Sinopse
Colorido, com fotos e imagens, o livro traz informações extras sobre os personagens, os deuses, as criaturas mitológicas e todos os lugares do mundo mencionados por Rick Riordan nas aventuras de Carter e Sadie. Com esse guia em mãos, fãs da série As crônicas dos Kane também vão aprender a decifrar mensagens secretas, ler corretamente os hieróglifos e recitar encantamentos ancestrais — ferramentas fundamentais para qualquer mago moderno.

## Conteúdo
- A história até agora: uma breve recapitulação do primeiro livro da série
- Apresentando os Kanes: Fatos sobre a família Kane. Inclui Sadie, Carter, Ruby, Julius e Amós Kane, Vovô e Vovó Faust, Muffin, e uma entrevista de Sadie.
- Deuses e Deusas: As histórias de Rá, Árvore genealógica de deuses egípcios, antigos deuses e deusas egípcios e a história dos Demon Days.
- Divindades e Monstros: Apófis, Serqet, Sobek, Serpopards, o Animal Set etc...
- Hieróglifos, símbolos e comandos: Símbolos e feitiços, magias faladas e desenhadas, etc...
- Explorando a Casa da Vida: A Casa da Vida, Viagem através da Casa da Vida, a Sala das Eras, o Sarcedote Leitor-Chefe Iskandar, Michel Desjardins, Zia Rashid e Vlad Menshikov.
- Egito Antigo (Uma breve história): A história resumida do Egito Antigo, Linha do Tempo dos eventos e marcos do antigo Egito, a partir do estabelecimento de seres humanos até o presente.
- Bem-vindo ao 21º Nomo: um passeio com Khufu e Filipe da Macedônia.
- Os Magos Estagiários de Carter e Sadie: Informações sobre os estagiários, como Walt e outros, Caminhos da Magia, a missão dos Kane, etc...
- Guia para lugares mágicos: pontos turísticos com objetos do Egito.
- Artefatos de Poder: Informação sobre Artefatos egípcios (como livros mágicos, ferramentas mágicas, etc...)
- Viajando com as Kanes: Informação sobre portais e o que os impede de abrir.

## Bônus
- Ilustrações de eventos dos livros de As Crônicas dos Kane
- Ilustrações de Iskandar, Michel Desjardins, Vladimir Menshikov, Amós, Filipe da Macedônia, e ainda de Khufu.

## Lançamento no Brasil
A Intrínseca informou oficialmente, através de seu site, o lançamento do livro em 18 de setembro de 2012.